# ASNOVA

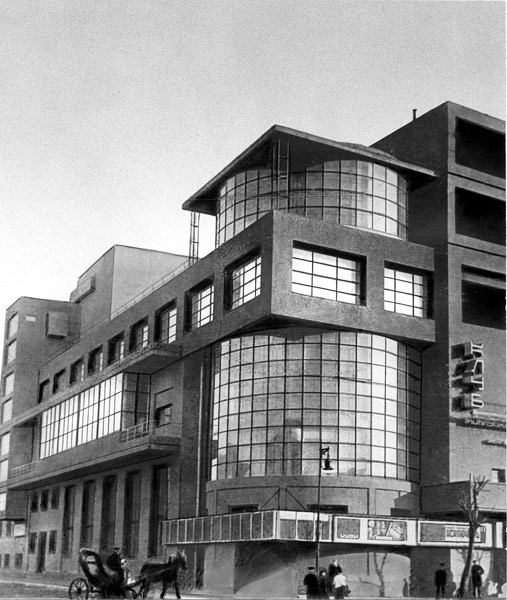
Club de trabajadores Zúev, obra de Iliá Gólosov, Moscú (1928).

ASNOVA (del ruso: ACHOBA, abreviatura de Ассоциация новых архитекторов, Asociación de Nuevos Arquitectos) fue una asociación de vanguardia arquitectónica surgida en la Unión Soviética con actividad durante la década de 1920 y comienzos de la de 1930.
Fue fundada en 1923 por Nikolái Ladovski, profesor del Vjutemás y miembro del Obmás, y otros arquitectos considerados racionalistas como Vladímir Krinski o Nikolái Dokucháiev. La base ideológica del grupo se apoyó en gran parte en la psicología de la Gestalt y sus investigaciones se concentraron en el desarrollo de efectos “psico-organizativos” de la arquitectura, según definición del propio Ladovski.
A mediados de los años veinte se adhirió al grupo El Lissitzky, lo que supuso un gran impulso para el mismo, participando de forma activa en el desarrollo de la revista Izvestia Asnova, publicada en 1926.
Konstantín Mélnikov fue miembro del grupo entre 1923 y 1925, y también Berthold Lubetkin y Gueorgui Krútikov, autor del proyecto surgido en ASNOVA y bautizado como Ciudad voladora (en ruso: Летающий город, romanizado: Letáyuschi górod) o  Flying City.
En esta asociación, sus miembros desarrollaron una gran cantidad de proyectos de corte teórico, pero en muy pocos casos llegaron a ejecutar alguna obra. Mélnikov y Ladosvki fueron los que más lo hicieron, llegando a adjudicarse los puestos primero y segundo respectivamente en el proyecto del pabellón soviético para la Exposición Internacional de París de 1925. En 1932, el grupo se disolvió.